# Bemposta (Abrantes)
Bemposta ist eine Gemeinde (Freguesia) in Portugal.

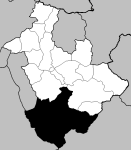
Lage von Bemposta im Kreis

Bemposta gehört zum Kreis Abrantes im Distrikt Santarém, besitzt eine Fläche von 187,5 km² und hat 1459 Einwohner (Stand 19. April 2021).